# Lijst van voetbalinterlands Papoea-Nieuw-Guinea - Vanuatu
Deze lijst van voetbalinterlands is een overzicht van alle officiële voetbalwedstrijden tussen de nationale teams van Papoea-Nieuw-Guinea en Vanuatu (speelde tot de onafhankelijkheid (30 juli 1980) onder de naam Nieuwe Hebriden). De landen hebben tot op heden zeventien keer tegen elkaar gespeeld. De eerste ontmoeting, een groepswedstrijd tijdens de OFC Nations Cup 1980, werd gespeeld in Nouméa (Nieuw-Caledonië) op 24 februari 1980. Het laatste duel, een groepswedstrijd tijdens de Melanesië Cup 2024, vond plaats op 21 december 2024 in Honiara (Salomonseilanden).

## Wedstrijden
| №  | Plaats     | Datum             | Competitie                        | Wedstrijd                             | Uitslag |
| -- | ---------- | ----------------- | --------------------------------- | ------------------------------------- | ------- |
| 1  | Nouméa     | 24 februari 1980  | OFC Nations Cup 1980              | Papoea-Nieuw-Guinea − Nieuwe Hebriden | 4 − 3   |
| 2  | Nuku'alofa | 1 juli 1989       | Vriendschappelijk                 | Vanuatu − Papoea-Nieuw-Guinea         | 2 − 3   |
| 3  | Suva       | 30 oktober 1989   | Vriendschappelijk                 | Papoea-Nieuw-Guinea − Vanuatu         | 3 − 0   |
| 4  | Port Vila  | 4 november 1990   | Vriendschappelijk                 | Vanuatu − Papoea-Nieuw-Guinea         | 1 − 0   |
| 5  | Lae        | 12 september 1991 | Zuid-Pacifische Spelen 1991       | Papoea-Nieuw-Guinea − Vanuatu         | 0 − 1   |
| 6  | Port Vila  | 6 december 1993   | Vriendschappelijk                 | Vanuatu − Papoea-Nieuw-Guinea         | 1 − 0   |
| 7  | Honiara    | 7 juli 1994       | OFC Nations Cup 1996 kwalificatie | Vanuatu − Papoea-Nieuw-Guinea         | 1 − 1   |
| 8  | Papeete    | 20 augustus 1995  | Zuid-Pacifische Spelen 1995       | Vanuatu − Papoea-Nieuw-Guinea         | 3 − 0   |
| 9  | Lae        | 20 september 1996 | WK 1998 kwalificatie              | Papoea-Nieuw-Guinea − Vanuatu         | 2 − 1   |
| 10 | Luganville | 8 september 1998  | OFC Nations Cup 1998 kwalificatie | Vanuatu − Papoea-Nieuw-Guinea         | 1 − 1   |
| 11 | Suva       | 14 april 2000     | OFC Nations Cup 2000 kwalificatie | Papoea-Nieuw-Guinea − Vanuatu         | 0 − 5   |
| 12 | Apia       | 11 april 2004     | WK 2006 kwalificatie              | Papoea-Nieuw-Guinea − Vanuatu         | 2 − 7   |
| 13 | Apia       | 10 juli 2019      | Pacifische Spelen 2019            | Papoea-Nieuw-Guinea − Vanuatu         | 2 − 0   |
| 14 | Port Vila  | 24 september 2022 | Melanesië Cup 2022                | Vanuatu − Papoea-Nieuw-Guinea         | 0 − 1   |
| 15 | Nouméa     | 14 oktober 2023   | Melanesië Cup 2023                | Papoea-Nieuw-Guinea − Vanuatu         | 0 − 1   |
| 16 | Honiara    | 23 november 2023  | Pacifische Spelen 2023            | Vanuatu − Papoea-Nieuw-Guinea         | 1 − 1   |
| 17 | Honiara    | 21 december 2024  | Melanesië Cup 2024                | Vanuatu − Papoea-Nieuw-Guinea         | 1 − 2   |

## Samenvatting
| Competitie                   | Totaal gespeeld | Winst Pap.-Nw-Guin. | Gelijk | Winst Vanuatu | Doelsaldo Pap.-Nw-Guin. – Vanuatu |
| ---------------------------- | --------------- | ------------------- | ------ | ------------- | --------------------------------- |
| WK-kwalificatie              | 2               | 1                   | 1      | 0             | 3 − 2                             |
| OFC Nations Cup              | 1               | 1                   | 0      | 0             | 4 − 3                             |
| OFC Nations Cup-kwalificatie | 3               | 0                   | 2      | 1             | 2 − 7                             |
| Melanesië Cup                | 3               | 2                   | 0      | 1             | 3 − 2                             |
| (Zuid-) Pacifische Spelen    | 4               | 1                   | 1      | 2             | 3 − 5                             |
| Vriendschappelijk            | 4               | 2                   | 0      | 2             | 6 − 4                             |
| Totaal                       | 17              | 7                   | 4      | 6             | 21 − 23                           |

PNGFA · 
A-internationals · 
Vrouwenelftal van Papoea-Nieuw-Guinea
1969 – 1979 · 
1980 – 1989 · 
1990 – 1999 · 
2000 – 2009 · 
2010 – 2019 ·
2020 − 2029
Amerikaans-Samoa ·
Australië ·
Centraal-Afrikaanse Republiek ·
China ·
Cookeilanden ·
Fiji ·
Filipijnen ·
Indonesië ·
Iran ·
Liberia ·
Maleisië ·
Nieuw-Caledonië ·
Nieuw-Zeeland ·
Salomonseilanden ·
Samoa ·
Singapore ·
Sri Lanka ·
Tahiti ·
Thailand ·
Tonga ·
Vanuatu
VFF · 
Vanuatuaans vrouwenelftal
Interlands
Tegenstander:
Amerikaans-Samoa ·
Australië ·
Brunei ·
Cookeilanden ·
Estland ·
Fiji ·
Guam ·
Guinee ·
India ·
Indonesië ·
Libanon ·
Mongolië ·
Nieuw-Caledonië ·
Nieuw-Zeeland ·
Papoea-Nieuw-Guinea ·
Salomonseilanden ·
Samoa ·
Tahiti ·
Tonga